# Famille Muazzo
 (août 2024).
La famille Muazzo (ou Muazo) est une famille patricienne de Venise, qui fut présente dans la cité depuis sa fondation, venant de Torcello au VIIIe siècle et y a été parmi les nobles dès la clôture du Maggior Consiglio.

## Historique
Antonio Muazzo restaura l'Église San Paternian en 1168.
Au XIIIe siècle, une partie de la famille passa dans la colonie de Candie où naquit un Francesco Muazzo qui se rebella en 1364 contre la patrie, faisant assassiner son neveu Giorgio. À l'opposé, cette lignée produisit aussi un Gian Antonio (°1621), qui laissa plusieurs œuvres patriotiques inédites. Ensuite, un Luca devint évêque de Caorle et divers Muazzo servirent comme militaires dans les guerres vénitiennes contre le turc.
Leur noblesse fut reconnu par le gouvernement autrichien le 22/30 novembre 1817.

## Armes

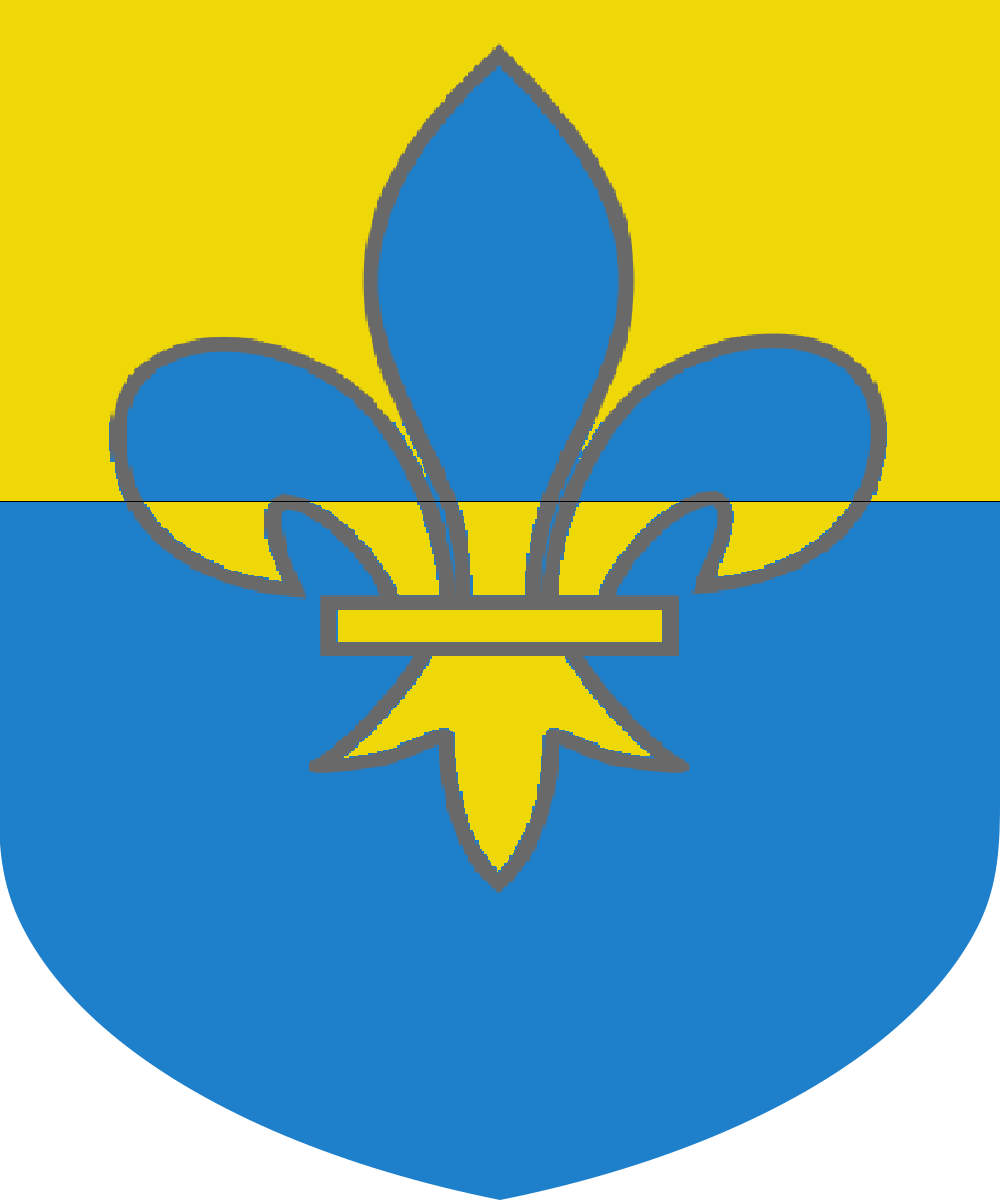
armes des Muazzo

Les armes des Muazzo se blasonnent ainsi : d'or et d'azur avec une grande fleur de lys de l'un en l'autre.

## Demeures

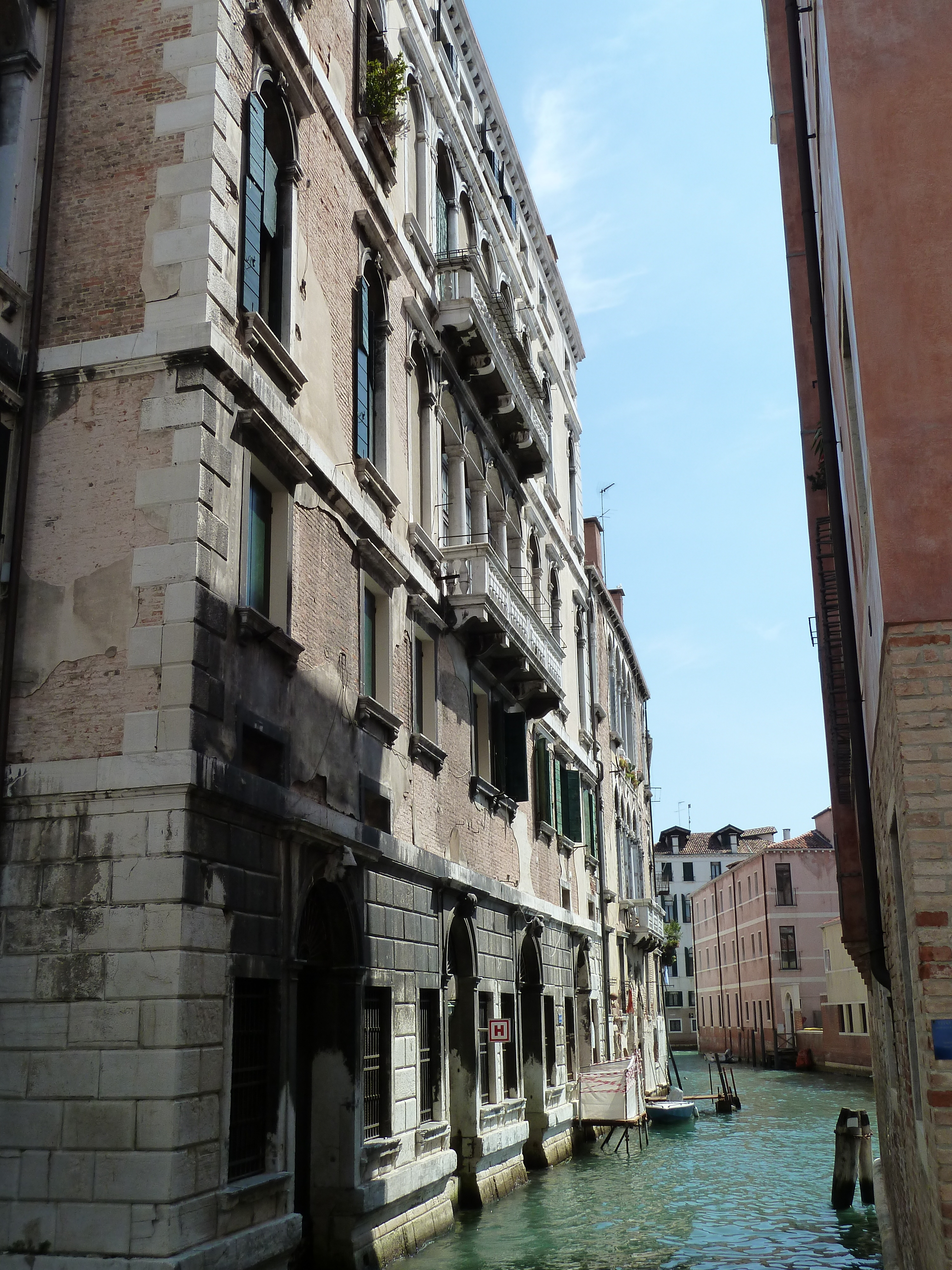
palais Muazzo à Castello

- Deux Palais Muazzo à Castello
possessions des Muazzo in Barbarie delle Tole, branche appelée en 1796, mais ces palais ont été édifiés au XVIIe siècle par les Giustiniani.